# Pantalonașii se poartă uscați
Pantalonașii se poartă uscați este un film românesc din 1957 regizat de Bob Călinescu.